# Pikeville (Tennessee)
Pikeville település az Amerikai Egyesült Államok Tennessee államában, Bledsoe megyében, melynek megyeszékhelye is. Lakosainak száma 1824 fő (2020. április 1.).

## Népesség
A település népességének változása:

| 2010 | 1 608 |
| 2020 | 1 824 |